# 一式一号印字機
一式一号印字機 （いっしきいちごういんじき）はローター式機械式暗号の一種であり、日本陸軍が太平洋戦争中に開発したが、全軍での運用開始が終戦目前により実用化されなかった。
その他の日本の暗号機全体については、日本の機械式暗号を参照のこと。

## 概要
- 九七式印字機を改良した仮名文字又は数字の1字を打鍵すると2数字の暗号に変換する。翻訳時は2数字を打鍵すると原文の1字が出力される。[1][2]
- 九七式に比べて一部の配線切り替えおよびローター（鼓胴）の回転制御が可能であり暗号的に優れていた。
- 乱数作成用に用いる予定で昭和20年1月に暗号機専門の集合教育を施し、全軍に支給したが広大地域への配布に半年を要した。昭和20年8月1日に使用開始となったがもまなく終戦となり、実用化はされなかった。
- 1945年5月にフィリピンのBaguioで米軍に鹵獲された。[3]

## 米軍による鹵獲
- 米軍は鹵獲した一式一号印字機に対して"Green machein"のコードネームを付けた。1946年後半に米国通信情報調整委員会の決定に基づき、暗号解読研究開発小委員会によって作成された暗号辞典(TOP SECRET CREAM)に登場した。[4]
Green machineA captured Japanese cipher machine with Japanese title Issiki (type) Ichi goo (no.l.) Iniiki (cipher machine)

## 米軍による解析
- かな文字と数字を00から99までの2桁の数字に暗号化する。[5]
- 機械の概要は以下の通り。

1. タイプライター型のキーボード(45個のかなキー、10個の数字キー、句読点キーで計60個)
2. 印刷用の紙ローラーとキャリッジ
3. ローター調整用の6つのダイヤル、さらに2つのダイヤルスイッチ

- 60個のキーから60個の2桁の数字が生成され、1文字が暗号化されるたびに1～3個のローターが駆動します。ローターの動きは不規則で、プラグパターンによって制御されます。動作周期は約2000万ステップと非常に長く、実際には同じアルファベットの並びが繰り返されることは無い。

## 米軍による模造機
- GREEN ANALOGと呼ばれる模造機が1946年2月に米陸軍のF Branchにより制作された。[6]
- 機械の概要は以下の通り。

1. 入力はキーボードまたはテープリーダーヘッドを使用し、出力はテレタイプページプリンターまたはテープパンチを使用。
2. 25接点のローターとその複雑な駆動はリレーによってシミュレートした。
3. 寸法は高さ6フィート x 長さ5フィート x 奥行き2フィート

- 鹵獲した暗号機は２台で、ローター配線は固定式であり、4台の8 x 20プラグボードが付いていた。

## 備考
- 陸軍の一式一号印字機と海軍の三式換字機の同じコードネームが付与されているが重複した理由は不明である。
- 米国暗号博物館には鹵獲された日本の暗号機パープル暗号 ジェイド暗号が展示されていたが一式一号印字機が公開展示された記録は見つからない。
- 模造機は1953年当時は海軍保安ステーションのビルNo.20の屋根裏に保管されていた。[6]
- 前モデルの九七式印字機は陸軍省と中国、朝鮮、台湾の本部通信用に限定使用された（恐らく有線）に対して一式一号印字機は全軍での運用を目指していた。従来から陸軍参謀本部は乱数表が真乱数になるようにハイハット方式で作成していた。しかし前線への暗号図書の輸送手段が喪失した事で現地での機械による疑似乱数で代用せざるを得なかったと考えられる。
- 一式一号印字機の存在を示す日本語文献は前述の仲野好雄らの論文のみであり前モデルの九七式印字機と同様に戦後の暗号文献には登場しない。1943年から釜賀一夫と陸軍特殊情報部で暗号解読作業に従事する福富節男は「陸軍暗号機の事は何も知らない」と話している[7]